# Kevin Gameiro
Kevin Gameiro (* 9. Mai 1987 in Senlis) ist ein französisch-portugiesischer ehemaliger Fußballspieler. Der Stürmer war auch Nationalspieler.

## Karriere

### Vereine

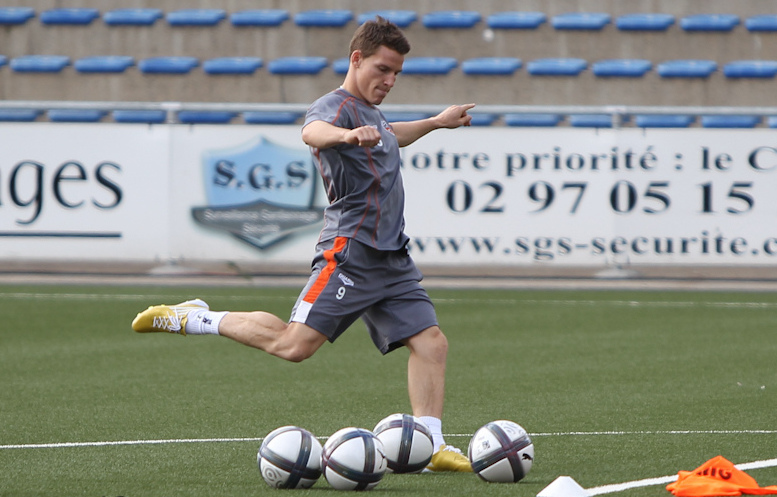
Gameiro beim Training des FC Lorient (2010)

Gameiro, der seine ersten fußballerischen Schritte bei zwei Amateurvereinen in der Nähe seines Geburtsortes absolvierte, kam als 14-Jähriger zu Racing Straßburg. Bei Racing rückte er im Sommer 2005 in den Profikader auf. Am 6. Spieltag, dem 10. September 2005, gab er sein Debüt in der Ligue 1 im Spiel gegen Paris Saint-Germain. In der 60. Minute wurde der junge Spieler für Haykel Guemamdia eingewechselt. Sein erstes Ligator erzielte er bei einer 1:2-Niederlage gegen den RC Lens. Seinen ersten Pflichtspieltreffer für Racing erzielte er beim UEFA-Pokal-Auftritt am 14. Dezember 2005. Nachdem sein Team bis zur 79. Minute bereits 0:2 zurücklag, sicherte Gameiro mit zwei Treffern noch das Unentschieden.
Im Februar 2006 zog sich der Angreifer einen Kreuzbandriss zu und fiel bis Saisonende aus. Gerade hatte er sich in die Stammelf gespielt, musste dann aber zusehen, wie am Ende der Spielzeit der Abstieg fest stand. 2006/07 erhielt er mehr Praxis und bestritt 16 Partien in der Ligue 2. Nach der Rückkehr in Frankreichs höchster Spielklasse setzte sich Gameiro im Angriff durch und schaffte seinen nationalen Durchbruch. Nur vier der insgesamt 38 Partien verpasste er dabei. Mit seinen sechs Treffern war er hinter Wason Rentería zweitbester Torschütze seines Teams. Trotz seiner Ligatreffer konnte sich Straßburg nicht im Oberhaus halten, sondern stieg als 19. sofort wieder ab. Aus diesem Grund schloss sich Gameiro im Sommer 2008 dem FC Lorient an, dem dieser Transfer die höchste Ablösesumme der Vereinsgeschichte (3 Mio. Euro) wert war. Unter Trainer Christian Gourcuff vollzog er in der Bretagne einen Leistungssprung, der ihn in der Saison 2009/10 zum zweitbesten Torschützen der höchsten Spielklasse machte und in den Kreis der A-Nationalmannschaft brachte. In der Winterpause 2010/11 verwehrten die Merlus ihm den vorzeitigen Ausstieg aus seinem bis Juli 2012 geltenden Vertrag, gaben aber bekannt, dass er Lorient im Sommer 2011 für eine Ablösesumme von 15 Mio. Euro verlassen dürfe. Der Angreifer akzeptierte dies und setzte sich auch in der Rückrunde erfolgreich für seinen Klub ein; bis zum 20. Februar hatte er bereits sieben weitere Treffer in der Meisterschaft und zwei im Landespokal erzielt, in dem der FC Lorient sich für das Viertelfinale qualifiziert hat. Am Ende der Saison war Gameiro mit 22 Toren erneut zweitbester Ligatorjäger.
Im Sommer 2011 wechselte Gameiros zum Ligarivalen Paris Saint-Germain. Gameiro unterschrieb einen Vierjahresvertrag bis zum 30. Juni 2015.
Zur Saison 2013/14 wechselte Gameiro in die spanische Primera División zum FC Sevilla, mit dem er in derselben Saison die UEFA Europa League gewann.
Zur Saison 2016/17 wechselte Gameiro innerhalb der Primera División zu Atlético Madrid. Er erhielt einen Vierjahresvertrag bis zum 30. Juni 2020. Am 18. Februar 2017 wurde er im Spiel gegen Sporting Gijón kurz vor Ende eingewechselt und erzielte innerhalb von 5 Minuten einen Hattrick.
Im August 2018 wechselte er zum Ligakonkurrenten FC Valencia. 2021 kehrte er ablösefrei nach Frankreich zu Racing Straßburg zurück.
Nach mehrmonatiger vereinsloser Zeit beendete Gameiro am 17. März 2025 seine Karriere.

### Nationalmannschaft
Gameiro spielte für französische Juniorenauswahlmannschaften. Im Jahr 2007 wurde er in den Kader der U20-Nationalmannschaft für das Turnier von Toulon berufen. Dieses konnten die Jungfranzosen gewinnen. Mit drei Treffern im Finale gegen China war er „Mann des Tages“. Mit zwei weiteren Toren im Turnierverlauf gewann er die Torjägerkanone des Wettbewerbs; daneben sicherte er sich durch gute Auftritte den Pokal des besten Spielers. Einen Einsatz für die A-Nationalmannschaft Portugals lehnte der Doppelstaatsbürger später ab.
Ende August 2010 berief ihn der damalige Nationaltrainer Laurent Blanc erstmals für die A-Nationalelf für die beiden EM-Qualifikationsspiele im September gegen Belarus und Bosnien-Herzegowina und wechselte ihn gegen Belarus kurz vor Spielende ein. Nachdem der Angreifer bis November 2011 acht Spiele im blauen Dress bestritten hatte, fand er erst knapp fünf Jahre später erneut Berücksichtigung, als Blanc-Nachfolger Didier Deschamps ihn – erneut gegen Belarus anlässlich eines WM-Qualifikationsspiels – in der Schlussphase für Olivier Giroud einwechselte.

## Erfolge

### Verein
- UEFA-Europa-League-Sieger: 2013/14, 2014/15, 2015/16, 2017/18
- Französischer Fußballmeister: 2012/13
- Aufstieg in die Ligue 1 mit Racing Straßburg: 2006/07

### Nationalmannschaft
- Sieg beim Turnier von Toulon 2007
  - Torschützenkönig des Turniers
  - Wahl zum besten Spieler des Turniers